# Thiacidas
Thiacidas là một chi bướm đêm thuộc họ Noctuidae.

## Loài
- Thiacidas acronictoides Berio, 1950
- Thiacidas adnanensis Wiltshire, 1980
- Thiacidas alboporphyrea Pagenstecher, 1907
- Thiacidas berenice Fawcett, 1916
- Thiacidas callipona Bethune-Baker, 1911
- Thiacidas cerurodes Hampson, 1916
  - Thiacidas cerurodes asiriensis Hacker & Fibiger, 2002
  - Thiacidas cerurodes cerurodes Hampson, 1916
- Thiacidas cookei Pinhey, 1958
- Thiacidas dukei Pinhey, 1968
- Thiacidas duplicata Grünberg, 1910
- Thiacidas egregia Staudinger, 1892
- Thiacidas fasciata Fawcett, 1917
- Thiacidas fractilinea Pinhey, 1968
- Thiacidas hampsoni Hacker, 2004
- Thiacidas intermedia Hacker & Zilli, 2007
- Thiacidas juvenis Hacker & Zilli, 2007
- Thiacidas kanoensis Hacker & Zilli, 2007
- Thiacidas krooni Hacker & Zilli, 2007
- Thiacidas legraini Hacker & Zilli, 2007
- Thiacidas leonie Hacker & Zilli, 2007
- Thiacidas meii Hacker & Zilli, 2007
- Thiacidas mukim Berio, 1977
- Thiacidas nigrimacula Pinhey, 1968
- Thiacidas postalbida Gaede, 1939
- Thiacidas postica Walker, 1855
- Thiacidas permutata Hacker & Zilli, 2007
- Thiacidas robertbecki Hacker & Zilli, 2007
- Thiacidas roseotincta Pinhey, 1962
  - Thiacidas roseotincta albata Wiltshire, 1994
  - Thiacidas roseotincta roseotincta Pinhey, 1962
- Thiacidas schausi Hampson, 1905
- Thiacidas senex Bethune-Baker, 1911
- Thiacidas smythi Gaede, 1939
- Thiacidas stassarti Hacker & Zilli, 2007
- Thiacidas submutata Hacker & Zilli, 2007
- Thiacidas triangulata Gaede, 1939